# Wrong Turn 5: Bloodlines
Pach krve 5: Krvavý masakr je americký hororový film z roku 2012 a v pořadí pátým dílem v této slasherové sérii, která započala filmem Pach krve a pokračovala filmy Pach krve 2: Cesta nikam, Pach krve 3 a Pach krve 4: Krvavý počátek. Film je sequelem předchozího dílu a, stejně jako samotný předchozí díl, zároveň prequelem prvního dílu v sérii Pach krve.

## Děj
V městečku Fairlake v Greenbrier v Západní Virginii je pořádán festival plný hudby, zrovna na svátek Halloween a do města se hlásí zástupy vysokoškoláků aby si užili noc plnou sexu. Celý festival je pak v noci překažen zmutovanou rodinou kanibalů z hor, kteří by si rádi pochutnali na místní omladině.